# Lista de distritos de Ouro Preto

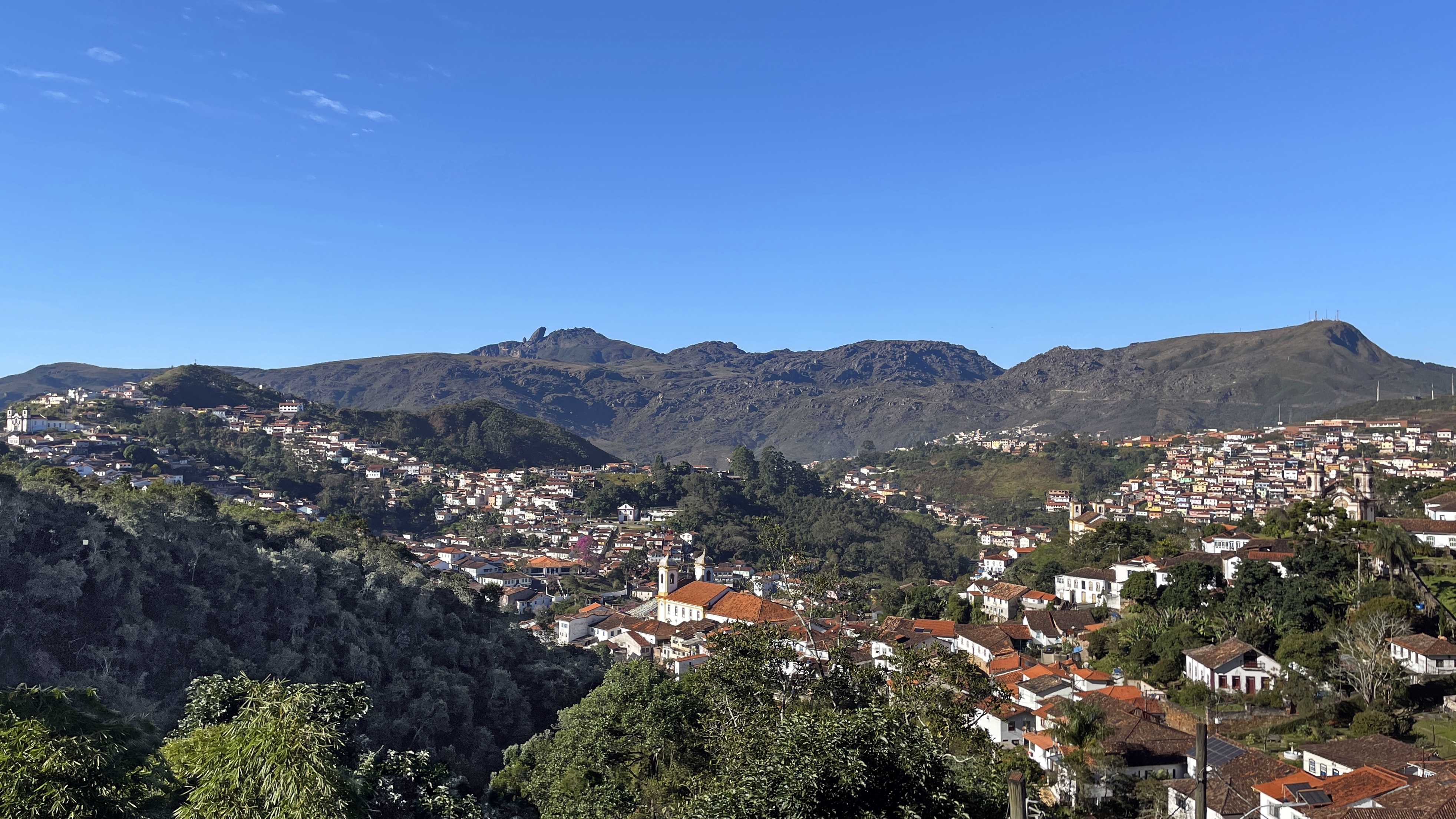
Vista do distrito-sede de Ouro Preto

Essa é a lista de distritos de Ouro Preto, que são uma divisão oficial do município brasileiro supracitado, localizado no interior do estado de Minas Gerais. As subdivisões estão de acordo com a Fundação João Pinheiro (FJP), em associação com dados dos censos demográficos realizados pelo Instituto Brasileiro de Geografia e Estatística (IBGE). O distrito-sede, que é onde se encontram muitos dos bairros de Ouro Preto e o Centro Histórico da cidade, foi criado como vila, com o nome Vila Rica de Albuquerque, por ordem régia de 8 de julho de 1711. Posteriormente, a denominação foi simplificada para Vila Rica pela carta régia de 15 de dezembro de 1712.
A antiga Vila Rica foi reconhecida como cidade pelo decreto de 24 de fevereiro de 1823, passando a se chamar Ouro Preto pela carta imperial de 20 de março de 1823. Desde então, ocorreram a criação e desmembramento de diversos distritos do município, sendo que a última emancipação foi de Ouro Branco, desmembrado em 12 de dezembro de 1953. De acordo com a Fundação João Pinheiro, restavam 13 distritos em 2024, sendo que o distrito-sede era o mais populoso segundo o IBGE em 2022, contando com 41 656 habitantes, seguido por Cachoeira do Campo, com 12 035 moradores.

## Distritos de Ouro Preto
| Distrito                   | Código IBGE | Área (km²) | Habitantes (2022) | Domicílios particulares (2022) | Data de criação        |            |           |       |       |       |                        |
| -------------------------- | ----------- | ---------- | ----------------- | ------------------------------ | ---------------------- | ---------- | --------- | ----- | ----- | ----- | ---------------------- |
| Distrito                   | Código IBGE | Área (km²) | Habitantes (2022) | Domicílios particulares (2022) | Data de criação        | Amarantina | 314610710 | 65,94 | 4 874 | 1 742 | 26 de novembro de 1890 |
| Antônio Pereira            | 314610715   | 119,79     | 4 710             | 1 524                          | 3 de abril de 1840     |            |           |       |       |       |                        |
| Cachoeira do Campo         | 314610720   | 57,47      | 12 035            | 4 264                          | 8 de abril de 1836     |            |           |       |       |       |                        |
| Engenheiro Correia         | 314610725   | 45,62      | 306               | 127                            | 12 de dezembro de 1953 |            |           |       |       |       |                        |
| Glaura                     | 314610730   | 72,30      | 1 515             | 561                            | 7 de abril de 1841     |            |           |       |       |       |                        |
| Lavras Novas               | 314610734   | 42,76      | 1 002             | 313                            | 14 de outubro de 2005  |            |           |       |       |       |                        |
| Miguel Burnier             | 314610735   | 196,45     | 643               | 229                            | 30 de agosto de 1911   |            |           |       |       |       |                        |
| Ouro Preto (distrito-sede) | 314610705   | 112,44     | 41 656            | 14 955                         | -                      |            |           |       |       |       |                        |
| Rodrigo Silva              | 314610740   | 90,50      | 1 082             | 393                            | 30 de dezembro de 1962 |            |           |       |       |       |                        |
| Santa Rita de Ouro Preto   | 314610745   | 186,11     | 3 511             | 1 206                          | 17 de dezembro de 1938 |            |           |       |       |       |                        |
| Santo Antônio do Leite     | 314610750   | 37,89      | 1 817             | 684                            | 7 de setembro de 1923  |            |           |       |       |       |                        |
| Santo Antônio do Salto     | 314610752   | 57,84      | 916               | 272                            | 30 de novembro de 1992 |            |           |       |       |       |                        |
| São Bartolomeu             | 314610755   | 161,43     | 754               | 308                            | 14 de setembro de 1891 |            |           |       |       |       |                        |